# Litoria ewingii
Litoria ewingii é uma espécie de anfíbio anuro da família Pelodryadidae. Está presente em Nova Zelândia, Austrália. Foi introduzida em Nova Zelândia.